# Lazarevskoïe
Lazarevskoïe (en russe : Лазаревское) est une station balnéaire appartenant au raïon de Lazarevskoïe, faisant partie de la ville de Sotchi, dans le kraï de Krasnodar, en Russie. Sa population s'élève à environ 30 000 habitants. La station a le statut de microraïon.

## Géographie
Lazarevskoïe se trouve au bord de la mer Noire, à 57 kilomètres au nord du centre ville de Sotchi, à l'embouchure de la rivière Psezouapse dans la mer Noire.

## Histoire
La station se trouve sur un site du nom de Psezouapé en terre adyguéenne. L'endroit prend le nom de Lazarevka à l'arrivée des Russes en 1839 en l'honneur de l'amiral Lazarev et l'on y construit un petit fort, comme celui d'Alexandria à l'origine de Sotchi, mais le village ne s'agrandit qu'à partir des années 1860. La ville fut renommée Lazarevskoïe en 1940. Au recensement de 1959, Lararevskoïe était une commune urbaine de 16 158 habitants et le centre administratif du raïon de Lazarevskoïe, qui comptait 37 389 habitants. Elle fut annexée par la ville de Sotchi en 1961.

## Transport
- Ligne de chemin de fer Touapsé-Adler, gare de Lazarevskaïa.

## Culture et religion
- Églises orthodoxes de la Nativité-de-la-Vierge (construite en 1903) et de Saint-Nicolas. Il existe également une paroisse catholique consacrée à saint Cyrille et à saint Méthode[2].
- Musée de l'histoire de la ville

## Tourisme
Son climat subtropical et ses plages de fins galets en font une station prisée des touristes russes, ainsi que son parc d'attractions avec un delphinarium et ses deux aqua-parcs.
Non loin de la ville se trouvent les petites stations de Magri, Makopsé, Soviet-Kvadjé, Aché, Golovinka, Loo, Outch-Déré, et Dagomys qui dépendent du raïon de Lazarevskoïe. Certaines, comme aux alentours de Makopsé et de Soviet-Kvadjé, sont entourées de vignobles fameux.

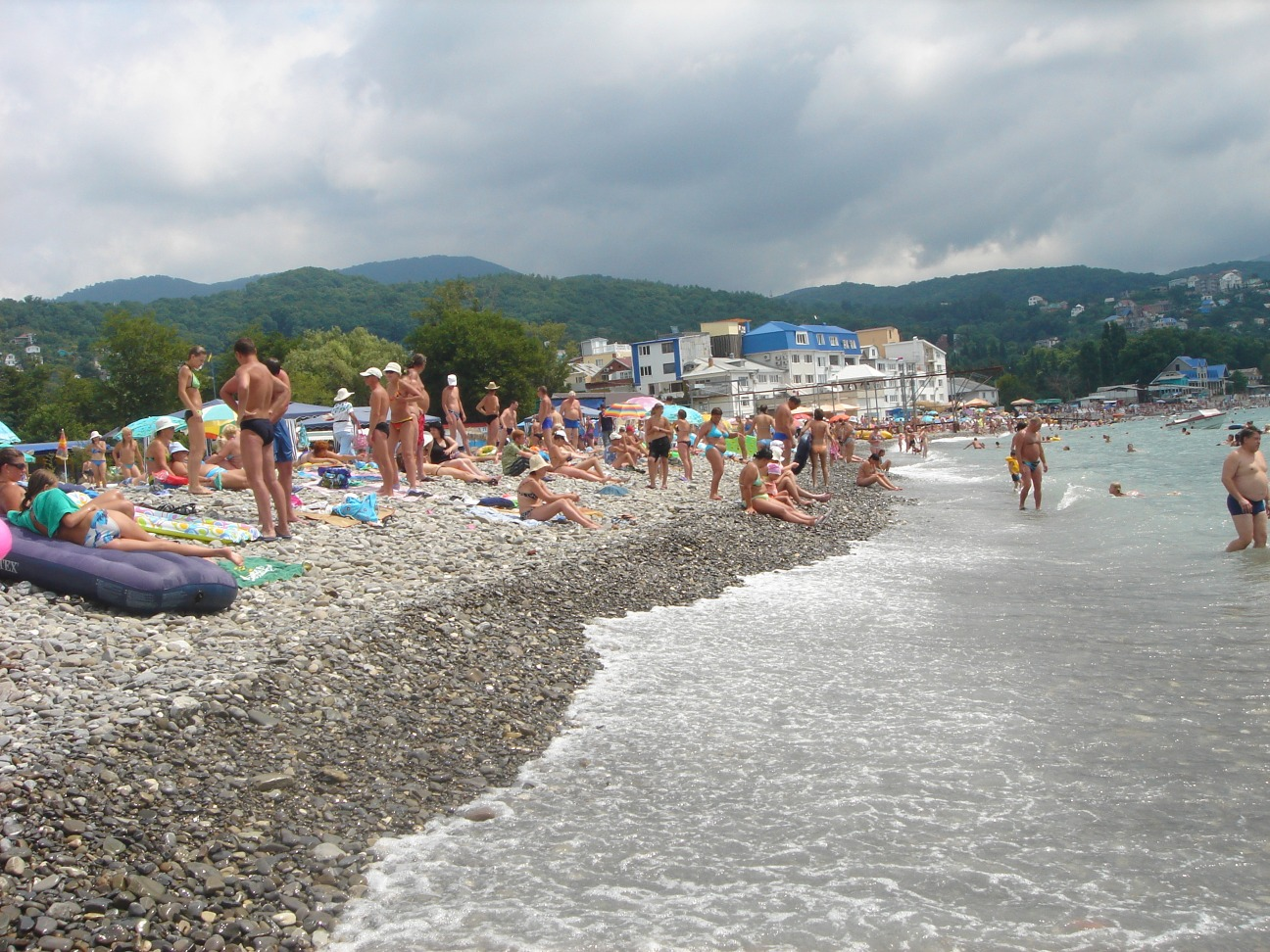
Vue d'une des plages.